# Giallo dei Sibillini
Il giallo dei Sibillini, conosciuto anche come giallo di Sarnano, giallo Rothschild o giallo del secolo (cold case 2736/1980) è un fatto di cronaca nera nato dopo il ritrovamento dei resti di Jeannette Bishop e Gabriella Guerin, la cui morte avvenne in data incerta. La sparizione delle due donne avvenne il 29 novembre 1980 sui Monti Sibillini, nei pressi di Sarnano. Le indagini si estesero anche ad altri Stati membri dell’Unione Europea, alla Svizzera e al Brasile.

## Antefatti
L'ex fotomodella Ellen Dorothy Jeannette Bishop, nata a Minster il 2 gennaio 1940, conosciuta con il cognome Rothschild, essendo stata, dal 1966 al 1971, la moglie del barone e finanziere Evelyn Rothschild, o con il cognome May acquisito dal secondo marito, l'imprenditore e direttore di Harrods Stephen Charles May, stanziava a Sarnano nel mese di novembre del 1980 con la sua ex cuoca, poi divenuta segretaria e interprete Gabriella Guerin, nata il 27 settembre 1941 e originaria di Ronchis, per supervisionare ad alcuni  lavori di restauro di una casa acquistata presso la frazione Schito dal sarnanese Vittorio Porfiri. Le due donne si conobbero in Inghilterra, allorché Gabriella e suo marito emigrarono per cercare lavoro, al fine di costruire una casa in Italia.
Il 29 novembre le due donne decisero di andare a fare un giro in montagna, nonostante le avverse condizioni climatiche, e si diressero verso Sassotetto con l'auto in loro possesso, una Peugeot 104 nera targata Siena 216603 di proprietà del britannico Charles Raymond Flower di Castellina in Chianti, anch’egli in possesso di una casa a Sarnano. Quella sera vi fu una tormenta di neve che si prolungò fino al giorno successivo. Gli ultimi avvistamenti delle due donne avvennero: alle 16:00 ca., presso il negozio "Tutto per l'edilizia" di Gianni Bianchelli; alle 17:00 ca. nei pressi dell'albergo "Ai Pini" di Giuliana Giovagnoli, dove le due alloggiavano e mentre viaggiavano nella loro auto da Mario Arrà, e alle 19:00 dal vicepretore, Daniele Talocco, in Piazza della Libertà mentre scendevano dalla montagna.

## Indagini

### Le prime indagini
Sapendo del mancato ritorno delle due donne all'albergo, il geometra Nazzareno Venanzi, che seguiva le pratiche di ristrutturazione della casa di Schito, avvertì i carabinieri. Fin da subito la madre di Jeannette e i familiari di Gabriella pensarono ad un sequestro di persona, posizione non sostenuta però da Stephen C. May, vista anche la posizione economica che Jeannette aveva.
Nel mese di dicembre il comando di Tolentino avvertì il Nucleo elicotteri di Ancona che avviarono le indagini alla ricerca della Peugeot 104 con un elicottero Agusta Bell 206 Jet Ranger, riuscendo ad individuare l'auto il 18 dicembre alle 17:30 ca. nei pressi di Acquacanina, lungo la strada provinciale 5 "Acquacanina-Maddalena di Bolognola" al km 3. Ad individuare l'auto fu il colonnello Salvatore Forte, comandante del Nucleo elicotteri, notando un riflesso di luce proveniente dal terreno in un momento di apertura del cielo. L'auto, coperta quasi completamente dalla neve, non presentava segni di lotta, di scasso o furto e di guasti, era stata chiusa, c'era benzina nel serbatoio, al suo interno erano ancora presenti gli effetti personali e gli pneumatici erano a contatto col terreno, a significare che era stata parcheggiata prima dell'arrivo della nevicata, che arrivò il giorno dopo. Le forze dell'ordine e il soccorso alpino di Macerata iniziarono le indagini e riuscirono a scoprire che l'auto era stata parcheggiata volontariamente.

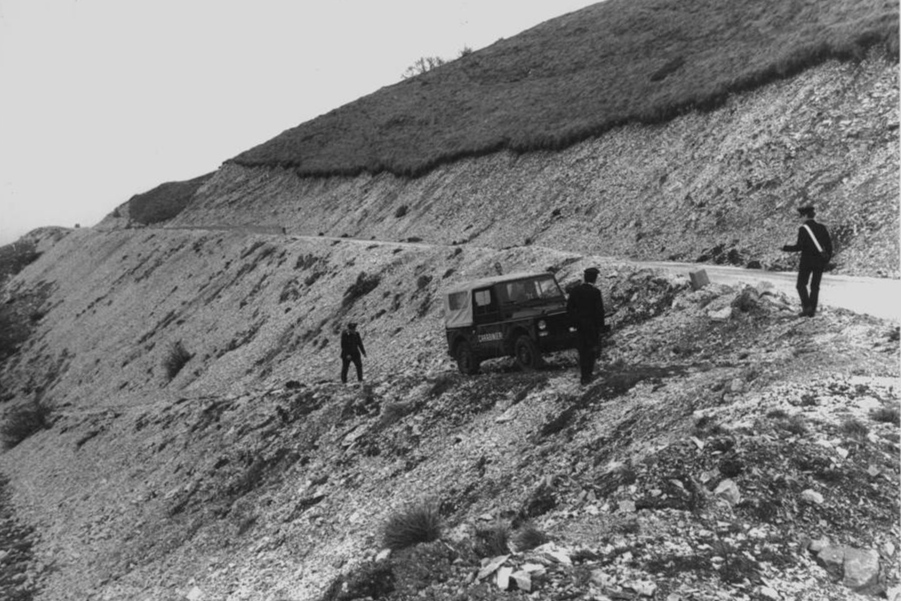
Le forze dell'ordine durante la ricerca

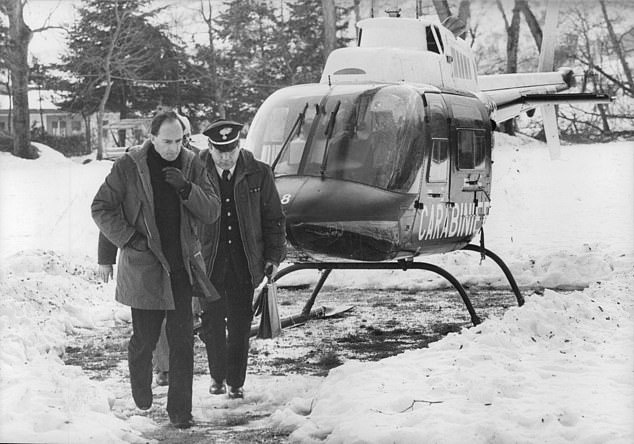
Stephen C. May a Sarnano dopo aver cercato la moglie Jeannette con un elicottero dei carabinieri

Delle impronte furono trovate nei pressi di una casa chiamata Villa Galloppa, un rifugio di pastori a Fonte Trucchia di San Liberato, a 900 m s.l.m.. Si pensò che Jeannette e Gabriella avessero utilizzato la struttura come riparo a causa della nevicata abbondante, infatti all'interno della casa e sul balcone della facciata i carabinieri trovarono della legna bruciata dell'arredamento, piatti con avanzi di cibo e posate sporche.

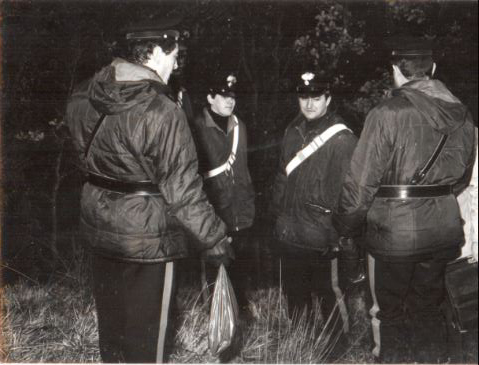
I carabinieri ritrovano i resti di Jeannette e Gabriella

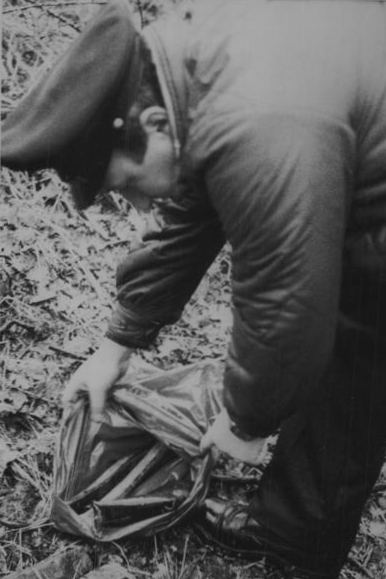
I resti di Jeannette e Gabriella

Il 27 agosto 1981 ben 500 uomini tra carabinieri, forestali e vigili del fuoco, con l'ausilio dell'unità cinofila ed elicotteri partirono alla ricerca di Jeannette e Gabriella. Il 18 gennaio 1982 i carabinieri di Camerino, non trovando i corpi delle due donne, ipotizzarono che fossero morte assiderate, anche se l'allora marito di Jeannette non concordò con l'ipotesi. Il 27 gennaio due cacciatori, Domenico Panunti e Corrado Ermini, si imbatterono, vicino ad un laghetto durante una battuta di caccia in un bosco nei pressi di Podalla, tra il lago di Fiastra e l'eremo di San Liberato (30 km ca. di distanza dal ritrovamento dell'auto) vicino al torrente Rio Bagno, negli oggetti personali e gli scheletri delle due donne: le ossa, disperse in una zona di 200 mq, erano state danneggiate dai cinghiali e alcune di esse erano mancanti (cranio e collo). I corpi erano in posizione di riposo, affossati nel terreno, e ancora erano presenti gli indumenti, le borse e cuoio capelluto. Il 2 febbraio i carabinieri accertarono che nel luogo di ritrovamento, nell'estate 1981, furono svolte delle attività di scautismo e che il portalettere di Fiastra, durante lo svolgimento del suo lavoro, non si sarebbe mai accorto della presenza dei corpi nonostante passasse ad una distanza di circa 50 m.
Con l'autopsia si riuscì a capire che sia Jeannette che Gabriella morirono sul luogo del ritrovamento senza però nessun indizio riconducibile ad omicidio, avvelenamento, soffocamento e utilizzo di arma. Secondo le analisi effettuate sul terreno dal CIS a partire dal 4 febbraio, le due donne non sarebbero morte sul luogo, ma sarebbero state trasportate nel luogo solo dopo la morte. Questa analisi si basa sulla mancanza dei liquami prodotti dalla decomposizione dei corpi.
Gianni Bianchelli, il titolare del negozio, disse agli inquirenti di aver visto le donne dialogare con una persona ignota a bordo di un'auto rossa, una volta uscite dal negozio, e di essere poi partiti in contemporanea verso il paese. Dalla testimonianza di Orterio Valori, titolare del Rifugio Sibilla a Sassotetto, emerse che le due donne furono viste parlare con un uomo ignoto vestito di bianco. Primo Valori, un altro testimone, affermò di aver visto un'auto di grande cilindrata targata Siena intorno alle 16:00 nei pressi di Pian di Pieca con a bordo una donna e alla guida un uomo, seguita da un'altra più piccola e scura sempre targata Siena guidata da una donna somigliante a Jeannette.

#### I telegrammi della rapina alla filiale Chistie's
Il caso che più si intrecciò con la vicenda arrivò nel 1980 quando furono recapitati due telegrammi dopo una rapina alla casa d'aste "Christie's" di piazza Navona a Roma, del 30 novembre e del 3 dicembre 1980, che indicava dove trovare la refurtiva, firmato da "Roderico" con mittente "Peppo, via Po 45, Roma" con scritto "Colpo milionario: per la refurtiva recatevi in via Tito Livio 130 int. 3, Roma" e uno all'albergo dove Jeannette alloggiava il 6 dicembre, firmato come "Roland" con mittente "Peppo, via Po 55, Roma" con scritto "Attendoti via Tito Livio 130 int. 3, Roma". I carabinieri perquisirono l'appartamento, trovando però solo della droga. Si pensò che ad inviare i telegrammi fosse stata una donna peruviana arrabbiata verso due donne residenti nel condominio, idea che il giudice Iacoboni definì non del tutto compatibile, visto anche le condizioni di vita della donna.
Verso la fine di gennaio 1981 una telefonata arrivò alla redazione del The Daily Telegraph. La persona si identificò come Ian Sayer, di trovarsi in un hotel a Innsbruck e di sapere informazioni sul caso Bishop, tra cui la conoscenza dei due telegrammi. Quando la testata giornalistica richiamò il numero, rispose effettivamente un Ian Sayer, responsabile di consegne per conto della casa d'aste, che sostenne però di non aver mai telefonato e di trovarsi al momento a cena con due giornaliste. Si scoprì poi che effettivamente Sayer in quel periodo si trovava proprio nella cittadina. Durante gli interrogatori del 1983 non collaborò, ma fu palese che lui, o chi fingeva di essere lui durante la chiamata, era a conoscenza dei telegrammi prima che i giornali nazionali ne fossero a conoscenza.
In merito agli indirizzi dei telegrammi si scoprì che in Via Tito Livio alloggiava un ex cancelliere della pretura di Roma, sotto processo per aver rubato alcuni oggetti mentre aveva il compito di fare l'inventario dei beni della marchesa Maria Sofia Giustiniani Bandini, mentre in Via Po risiedeva il direttore tecnico della Christie's, arrestato poi per possesso di armi da fuoco non denunciate e droga.

### Seconde indagini
Nel dicembre del 1982, dopo l'archiviazione del caso da parte della Procura di Camerino a carico del procuratore Mura, che sosteneva la tesi dell'assideramento, il caso venne preso dal giudice istruttore di Camerino Alessandro Iacoboni, che aprì un fascicolo per omicidio doloso. Iacoboni ordinò di effettuare nuovamente una nuova autopsia sul corpo di Gabriella, già sepolto a Ronchis, mentre per Jeannette non fu possibile rieffettuarlo in quanto fu portata in Gran Bretagna e cremata.
Dopo una trentina di interrogatori, furono interrogati quattro figure di spicco mai sentite prima: Gianni Bulgari con la moglie Nicole, in quanto amici di Jeannette e dell'ex marito Evelyn; Marcello Molinari, rapito e nascosto dall'Anonima sequestri vicino al luogo di ritrovamento dei resti delle donne e liberato nel 1981 da Battaglia e Corsetti con un blitz per seguire la possibile pista del rapimento anche per le due donne (questa intuizione, però, fu fallimentare in quanto non venne mai chiesto nessun riscatto) e il marchese Paolo Antonio Del Pennino, in qualità di battitore d'aste, proprio per la filiale romana della Christie's.

#### L'intreccio con l'omicidio di Sergio Vaccari
Durante le seconde indagini furono collegati altri due fatti: l'omicidio di Roberto Calvi e l'omicidio di Sergio Vaccari. Per il secondo caso, gli inquirenti italiani si collegarono con le indagini di Scotland Yard sulla morte dell'antiquario romano, ucciso con quindici coltellate il 17 settembre 1982 nel suo appartamento ad Holland Park. La polizia britannica indagò anche in Italia aiutati dall'Interpol italiana, inviando il sovrintendente David Harness e un collega ispettore. Questo caso complicò ulteriormente il giallo della morte delle due donne, poiché si scopri che Jeannette era uno dei contatti dell'uomo in quanto amica. La polizia britannica perquisì una cassetta di sicurezza di Vaccari, trovando foto del bottino rubato alla casa d'aste. Secondo la polizia britannica, Vaccari era in possesso di numerose foto sia di Jeannette che di Calvi, come scoperto dai carabinieri interrogando il giornalista Charles Raw, avvicinato tempo prima da una persona che gli aveva confessato di aver visto foto di Jeannette e Vaccari nell'auto dell'antiquario.

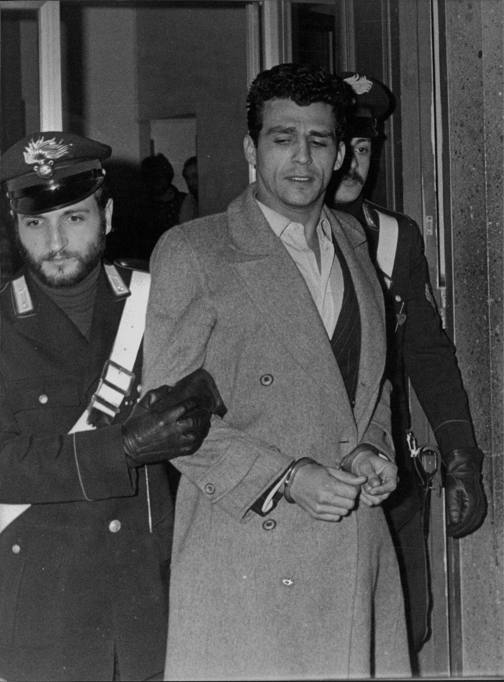
Josè Rodriguez May durante l'arresto

Ad indagare sul caso furono il capitano dei carabinieri Giacomo Battaglia e il collega Carlo Felice Corsetti. Verso la fine del 1982 venne arrestarono il commerciante brasiliano di pietre preziose e gemmologo José Rodriguez May, vista la somiglianza con l'uomo visto discutere animatamente con Jeannette e perché si vantava di aver ucciso due donne, per poi essere rilasciato. Il brasiliano fu arrestato una seconda volta in Svizzera per dei documenti falsi mentre era in possesso di un misterioso gioiello. Alla fine gli inquirenti lo esclusero dalle indagini per non aver trovato collegamenti né con Jeannette né col furto alla casa d'aste. Dopo aver indagato nella cittadina austriaca e inglese, Iacoboni escluse definitivamente il collegamento tra il furto e Jeannette, così come qualsiasi coinvolgimento del caso Vaccari.
Secondo Battaglia, le due donne si persero nella neve per poi morire, mentre Corsetti ha espresso la sua riluttanza riguardo la morte bianca. Secondo l'ex giudice istruttore Otello Lupacchini, operativo nelle indagini della Banda della Magliana, prendere i telegrammi singolarmente non porterebbe a nulla, ma intrecciandoli con il caso possono diventare prove.

#### La seconda archiviazione
Il 25 settembre 1989 Iacoboni concluse che il caso era attribuibile ad una morte bianca, presentando la sentenza di 87 pagine in cancelleria e chiedendo una seconda archiviazione il 3 ottobre. La soluzione di Iacoboni, però, non escluse il duplice omicidio con cause e responsabili ignoti. Nelle pagine della sentenza, archiviata dal tribunale di Camerino come RGI 407/82, Iacoboni sostenne che per dirigersi a quell'ora verso la montagna qualcosa o qualcuno avrebbe spinto Jeannette e Gabriella a partire, prendendo per assurdo che volessero fare una gita. In merito alle certezze del caso, Iacoboni sottolinea che sarebbe inverosimile che le due donne vi fossero recate verso il torrente e che le uniche sicurezze in questo caso fossero il luogo del ritrovamento dei resti e che si trattenerlo nella Villa Galloppa.

## Le altre indagini collegate al caso

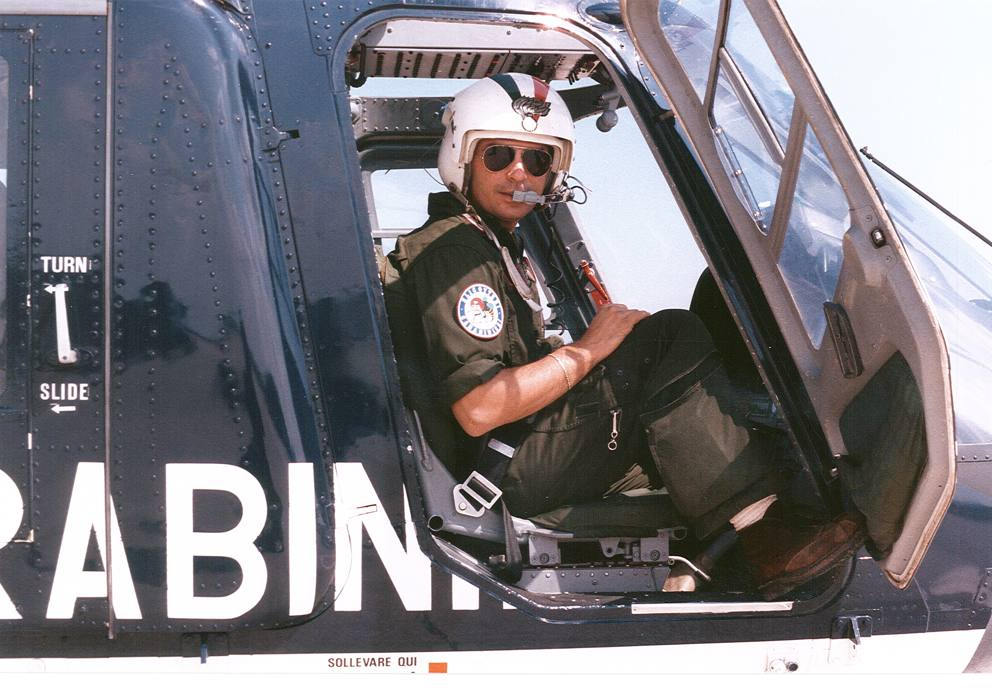
Il colonnello Salvatore Forte

Il nome della Bishop uscì durante le indagini che coinvolsero l'Istituto per le opere di religione, dell'allora presidente Paul Marcinkus, e nel caso Orlandi. Secondo la testimonianza di Marco Fassoni Accetti, una delle sei persone accusate per la scomparsa della Orlandi, il gruppo di laici e religiosi di cui faceva parte, che nel 1983 fecero il sequestro simulato di Emanuela Orlandi e Mirella Gregori, decise di effettuare un'operazione ai danni dello IOR e di altre numerose figure religiose per fermare i finanziamenti anticomunisti di Giovanni Paolo II. Jeannette fu una delle donne scelte per accusare Marcinkus di violenza sessuale, poiché era solita frequentare salotti dell'alta nobiltà, ma la sua morte bloccò il piano. Fu inoltre ipotizzato da Accetti che la Bishop, essendo amica dell'arcivescovo, forse era venuta a conoscenza di qualche informazione importante e quindi uccisa per il suo silenzio oppure sarebbe stata eliminata da una fazione a loro avversaria per evitare che il piano ai danni di Marcinkus avesse luogo. La famiglia di Emanuela Orlandi e di Mirella Gregori avevano come avvocato Gennaro Egidio, lo stesso di Jeannette.
Nel 1987 il nome di Jeannette fu legato nuovamente ad un'altra inchiesta, nata dopo il furto di 60 miliardi di lire al Knightsbridge Deposit Centre di Brompton ad opera di Valerio Viccei, un ex membro della NAR originario di Ascoli Piceno. Nel 1997 Salvatore Forte ebbe la possibilità di interrogarlo a Pescara su ordine del procuratore di Camerino, Erminio Mura. Nell'interrogatorio, Viccei disse a Forte che non appena fosse uscito dal carcere avrebbe raccontato tutto, poiché Forte stava indagando sul suo possibile coinvolgimento nel caso Bishop-Guerin, ma Viccei rimase ucciso il 18 aprile del 2000 durante una sparatoria con la polizia stradale nei pressi di Castel di Lama e Pineto.

## Studi e indagini successive
Nel 2006 il docente di diagnostica molecolare forense, Franco Maria Venanzi, dell'università di Camerino, è riuscito ad effettuare il riconoscimento di Gabriella Guerin attraverso l'esame del suo DNA, rispetto al riconoscimento effettuato durante le indagini degli anni '80 tramite l'arcata dentale. In aggiunta, nel documentario Il posto della neve, criticò la gestione della scena del crimine dei 200mq, sostenendo che nella zona delimitata fossero presenti troppe autorità che avrebbero potuto, per sbaglio, alterare le prove.

### La riapertura del caso
Il 1º novembre 2024 il procuratore di Macerata, Fabrizio Narbone, ha deciso di riaprire le indagini per duplice omicidio. A seguire le nuove investigazioni, partite col riesame del fascicolo originario e con nuovi interrogatori, sono i ROS di Roma e il sostituto procuratore Francesco Carusi. Secondo l'ex giudice Lupacchini a far riaprire le indagini potrebbe essere stato il racconto di una persona definita "gola profonda" che andrebbe verificato.
Il 7 novembre ad essere riascoltati nei nuovi interrogatori, svolti nella caserma di Tolentino, sono stati il geometra Nazzareno Venanzi, la moglie Francesca Carducci e suo cugino Angelo Venanzi, la donna che svolgeva il ruolo di interprete Dea Pellegrini, il proprietario del Rifugio Sibilla Orterio Valori. Il geom. Venanzi ha dichiarato di confermare il precedente verbale dell'epoca, sottolineando però la difficolta di far combaciare tutti gli interrogatori spesso diversi, la moglie ha detto di aver raccontato dettagli sulla figura di Jeannette e di aver ripetuto ciò che disse nei vecchi interrogatori, mentre il cugino Antonio ha sviato le domande sostenendo di appartenere all'Arma dei Carabinieri. Dea Pellegrini ha augurato una conclusione per questo caso, mentre Ortelio Valori ha sostenuto di non ricordare nulla dichiarando di aver detto tutto all'epoca.
L'8 novembre, invece, sono stati riascoltati i due cacciatori, Corrado Ermini (all'epoca custode della diga di Fiastra) e Domenico Panunti, Antonio Porfiri (figlio di Vittorio, in quanto impossibile interrogarlo a causa del decesso) e il proprietario del negozio per l'edilizia Gianni Bianchelli. Ermini ha sostenuto la linea della "morte bianca", mentre Panunti ha minacciato di denunciare i giornalisti.
Il 13 novembre sono stati riascoltati tre di cinque cantonieri, Roberto Paganelli, Vittorio Vallesi e Giancarlo Frontoni, mentre il 14 novembre Guido Di Girolamo, tutti che si trovavano tra il 29 e 30 novembre 1980 nella zona di Sassotetto per smontare un capanno dell'Anas e sgomberare le strade dalla neve. Paganelli ha sostenuto di dormire in quella notte ma effettivamente di aver visto una vettura in lontananza ferma ai bordi della strada con lo spartineve, posizione confermata anche da Frontoni, mentre Vallesi ha dichiarato di non aver mai visto un'auto nera quella sera e di non aver prestato attenzione, ma che un'auto era effettivamente presente. Di Girolamo ha ammesso di essere stato interrogato per la prima volta, mentre Giulio Resparambia, interrogato il 14 novembre e chiamato all'epoca ad aprire le strade per far arrivare le forze dell'ordine, che la Peugeot 104 sostava a circa 300 m di distanza da Villa Galloppa e che sarebbe stato possibile per le donne arrivarci a piedi. Inoltre, ha aggiunto che all'epoca non venne data molta importanza alla vettura in quanto era comune nella zona lasciare auto ferme vista l'impossibilità di muoversi per la neve e che suo fratello deceduto, Paolo (uno dei cinque cantonieri), avrebbe saputo dare maggiori informazioni.

## Conseguenze

### Le questioni legali tra Panunti e May

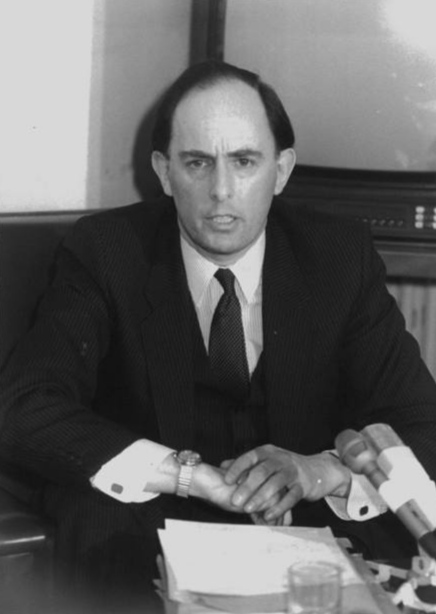
Stephen Charles May

Il 15 gennaio 1982, circa un anno dopo la scomparsa delle donne, il marito di Jeannette, Stephen, lanciò un appello televisivo per cercare di ottenere informazioni riguardanti la sparizione e disse di pagare una ricompensa di 100 milioni di lire per chiunque avesse contribuito a dare informazioni e fino a 250 milioni per il ritrovamento di Jeannette e Gabriella vive.
Il 29 gennaio 1982 Domenico Panunti, uno dei due cacciatori di Camerino che rinvenne i resti delle due donne, reclamò la somma di 100 milioni di lire promessa, ma Stephan May non la pagò mai, in quanto sostenne che il ritrovamento delle ossa delle donne fu solo un evento casuale. Il 15 ottobre 1983, dopo che May propose una ricompensa di 10 milioni di lire, Panunti gli fece causa e a seguito della sentenza emanata nel 1984, la Corte d'appello di Ancona condannò May al risarcimento di 25 milioni di lire e diede l'ordine di effettuare il sequestro dei suoi immobili a Sarnano.

### L'opinione dei giornalisti inglesi
Nel 1982 i giornalisti inglesi del Sunday Times Gitta Sereny e Dalbert Mallestein criticarono l'efficacia delle indagini e delle valutazioni, nonché il lavoro delle forze dell'ordine. Secondo la loro opinione ad uccidere le donne sarebbero stati due sardi dopo una rapina finita male. La loro idea si basa su alcuni elementi non considerati nelle indagini italiane, come la presenza di sette piatti sporchi nella casa, gli orologi delle vittime fermi alla stessa ora e dei pezzi di corda vicino ai resti dello scheletro, ma secondo gli inquirenti questa teoria è sbagliata.
Nel 1983 alcuni giornalisti del The Guardian ipotizzarono che gli scheletri delle due donne ritrovati a Podalla non fossero in realtà i loro e che entrambe sarebbero vive.

## Riferimenti nella cultura di massa

### Documentari
- Il posto della neve, di Alessandro Galassi, Sarnano, 2011.[63]

### Programmi
- Telefono giallo (20 ottobre 1987, Corrado Augias, Rai 3),
- Chi l'ha visto? (12 aprile 2010, Federica Sciarelli, Rai 3),
- Quarto grado (1º novembre 2024, Gianluigi Nuzzi, Rete 4).
- Mistero sui Sibillini. Il caso Rothschild (podcast, [./Fabio_Sanvitale_https://m.facebook.com/fabiosanvitale1/ Fabio Sanvitale],  30 giugno 2025)

### Romanzi
- Luciano Gambucci, La duchessa del lago. Indagine su un delitto non voluto, Futura Libri, 2020, ISBN 978-8833780603.[64]